# Hydra vulgaris
Hydra vulgaris är en nässeldjursart som beskrevs av Peter Simon Pallas 1766. Hydra vulgaris ingår i släktet Hydra och familjen Hydridae. Arten är reproducerande i Sverige. Inga underarter finns listade i Catalogue of Life.

## Bildgalleri

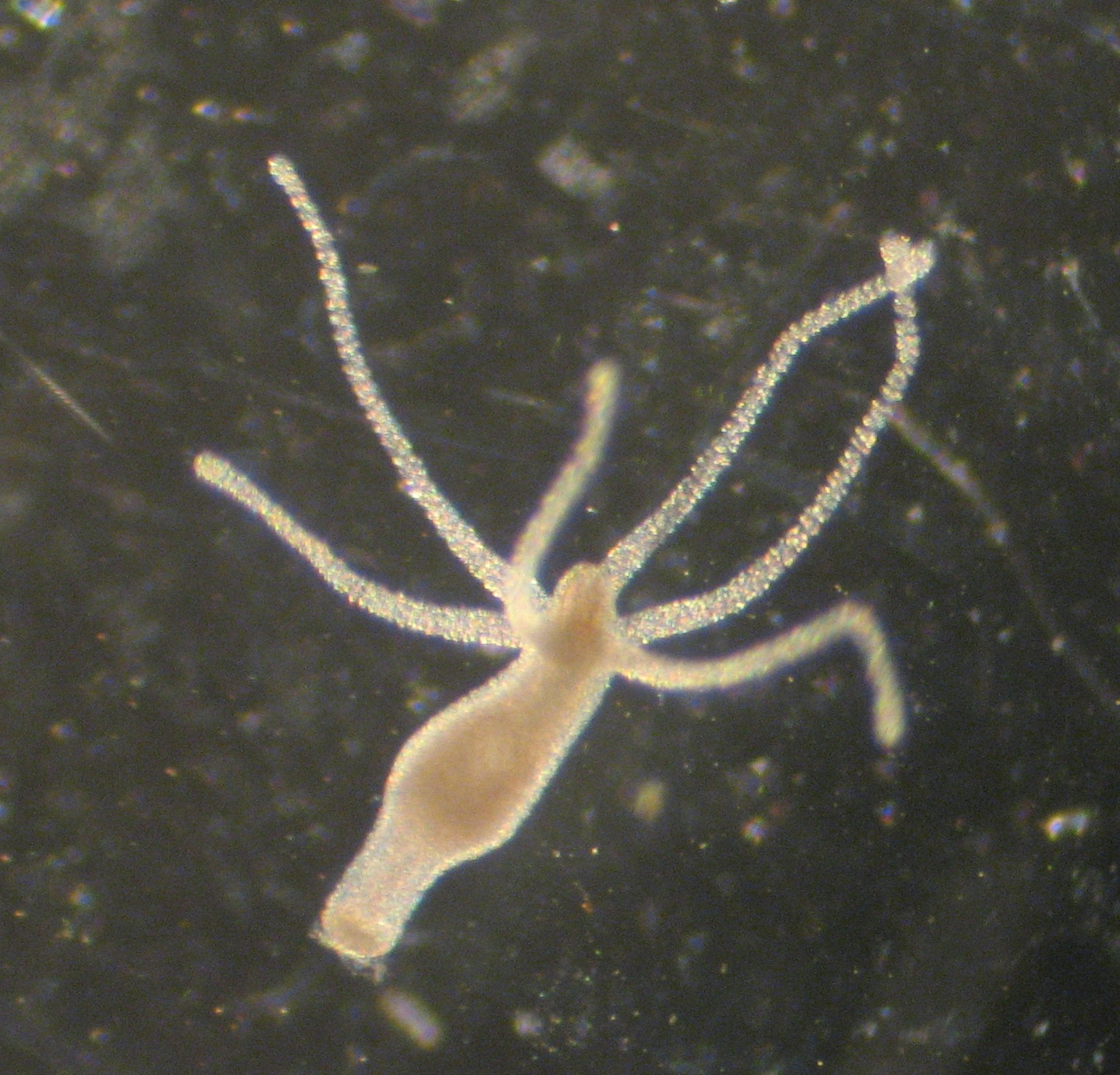
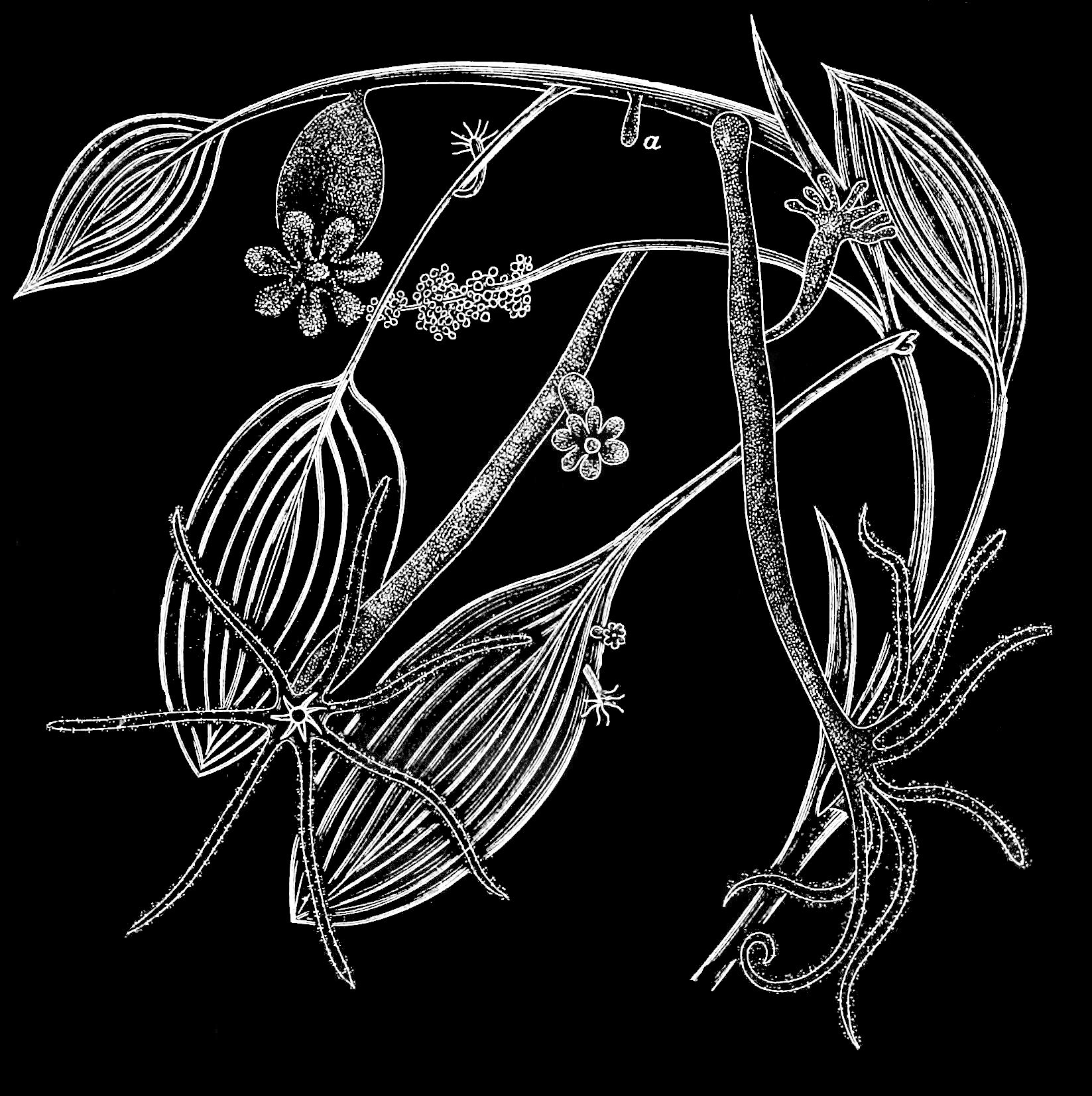
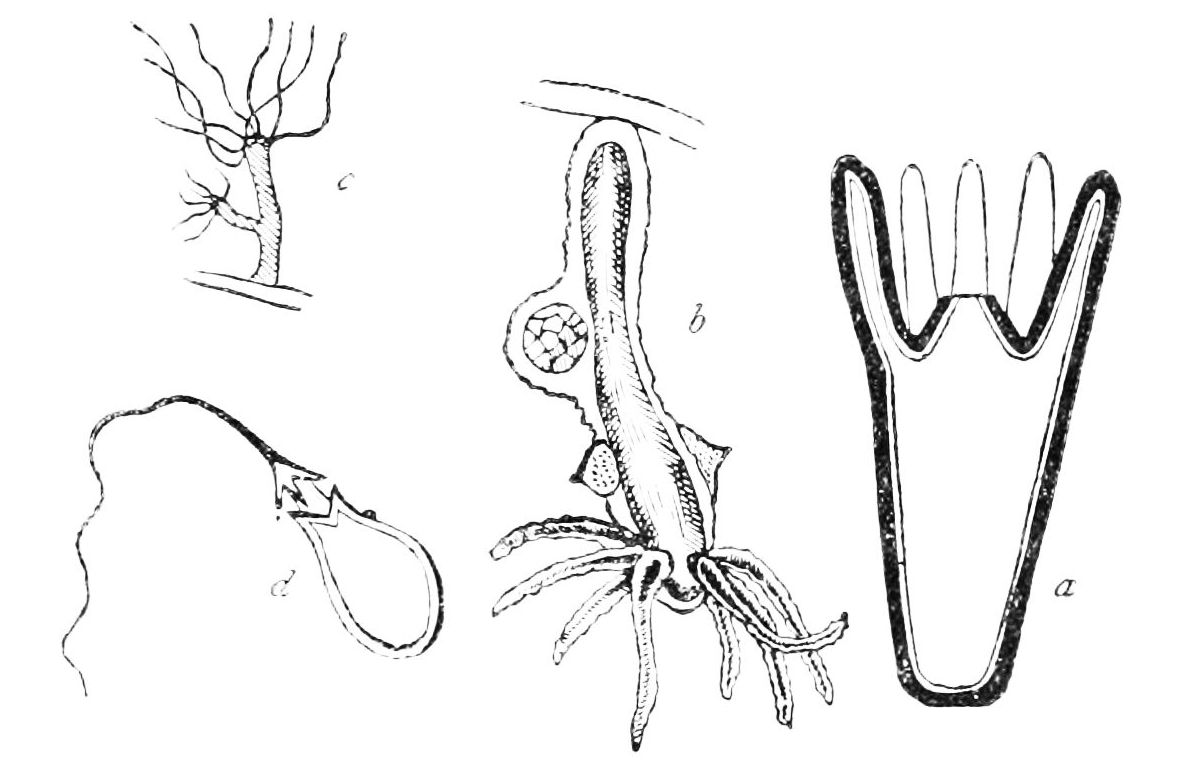
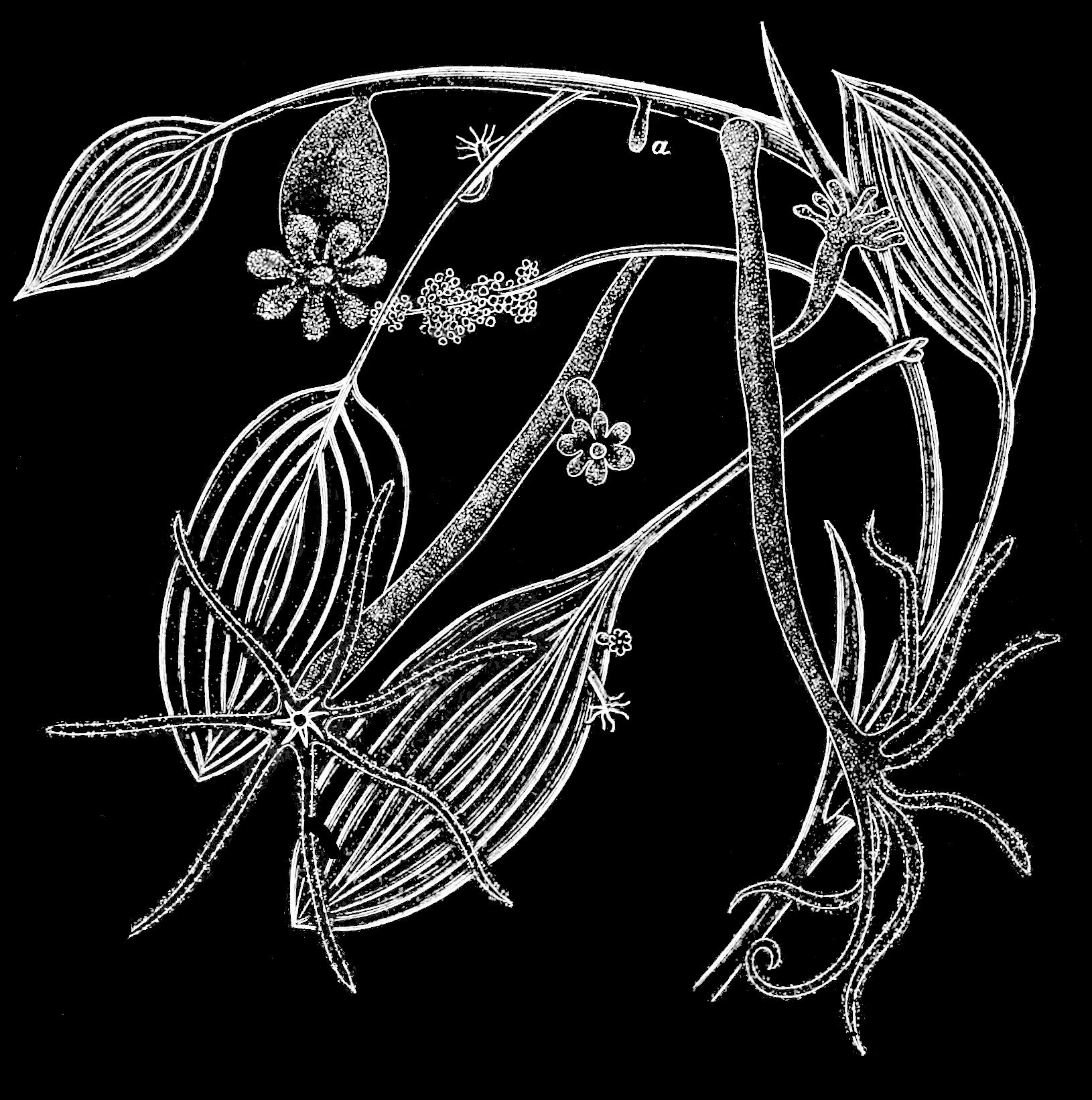